# Przedsiębiorstwo wielozakładowe
Przedsiębiorstwo wielozakładowe – działalność prowadzona w oparciu o kilka zespołów składników materialnych i niematerialnych, jakimi są w szczególności sklepy, zakłady, punkty usługowe, przeznaczone do realizacji określonych zadań gospodarczych.